# Laiwu
Laiwu (chinesisch 莱芜市, Pinyin Láiwú Shì) war eine bezirksfreie Stadt im Zentrum der ostchinesischen Provinz Shandong. Sie verwaltete ein Territorium von 2246 Quadratkilometern und hatte am Ende des Jahres 2007 etwa 1,25 Millionen Einwohner. Die Bevölkerungszählung des Jahres 2000 hatte eine Gesamtbevölkerung von 1.233.525 Personen in 397.755 Haushalten ergeben, davon 626.549 Männer und 606.976 Frauen. Die gleiche Bevölkerungszählung ergab, dass 235.086 Personen unter 14 Jahren, 899.398 Personen zwischen 15 und 64 Jahren und 99.041 Personen über 65 Jahren in Laiwu lebten. Die Bevölkerung bestand aus Han-Chinesen mit kleinen Minderheiten von Hui, Mandschuren, Zhuang, Mongolen und Koreanern.

## Geographie und Klima
Das Territorium der ehemaligen bezirksfreien Stadt Laiwu umfasst ein Becken, das elliptisch nord-südlich ausgerichtet ist. Es ist im Norden, Osten und Süden von Hügeln umgeben, westlich von Laiwu schließt sich eine Ebene an. Der höchste Punkt des Gebietes liegt auf 994 Metern über Normalnull, der niedrigste Punkt auf 148 Metern. Die wichtigsten Flüsse sind der Wen He und der Yingwen He. Die Jahresdurchschnittstemperatur Laiwus liegt zwischen 11 und 13 °C, der durchschnittliche jährliche Niederschlag bei 761 Millimetern und es gibt pro Jahr 204 frostfreie Tage.

## Administrative Gliederung
Die bezirksfreie Stadt Laiwu setzte sich zum Zeitpunkt ihrer Auflösung auf Kreisebene aus zwei Stadtbezirken zusammen. Diese trugen die Namen Laicheng und Gangcheng.
Am 26. Dezember 2018 genehmigte der Staatsrat den Vorschlag der Provinzregierung von Shandong, die bezirksfreie Stadt Laiwu aufzulösen und in die Stadt Jinan zu integrieren. Diese Entscheidung wurde im Jahre 2019 vollzogen, wodurch die beiden Stadtbezirke Laicheng und Gangcheng unter die Verwaltung von Jinan kamen. Laicheng wurde im Zuge dieser Umorganisation in Stadtbezirk Laiwu umbenannt.